# Monte Camino (Appennino sannita)
Il monte Camino è una cima che si trova a ridosso degli Appennini meridionali, a metà strada tra le Mainarde ed il golfo di Gaeta, sito all'estremo nord della Campania, nel territorio del comune di Rocca d'Evandro, in provincia di Caserta. È alto 960 m s.l.m. e sovrasta a nord-ovest il Garigliano, proprio alla sua formazione (confluenza dei fiumi Liri e Gari).

## Storia

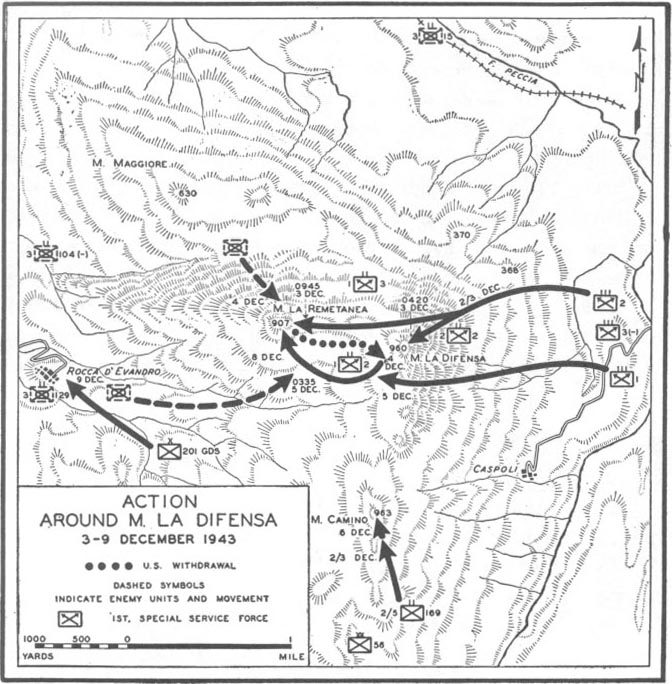
Carta dell'area del monte Camino con le fasi della battaglia del monte la Defensa (la Difensa sulle carte I.G.M. del 1942) del 3-9 dicembre 1943.

Ebbe una certa importanza durante la Campagna d'Italia nel corso della seconda guerra mondiale, essendo attraversato dalla linea difensiva tedesca Bernhardt, denominata Winter Line dagli Americani. Il massiccio del monte Camino, che comprende anche le cime di monte La Defensa (La Difensa sulle carte I.G.M. del 1942), monte la Remetanea e monte Maggiore, fu teatro di aspri combattimenti fra le truppe alleate e la Wehrmacht dal 6 novembre al 9 dicembre 1943.